# Омерта (роман)
«Омерта́» (англ. Omerta) — роман американского писателя Марио Пьюзо, изданный в 2000 году, спустя год после его смерти в 1999 году. Последняя книга трилогии, посвящённой истории мафии в США (первые две — «Крёстный отец» и «Сицилиец»). Автор посвятил роман Ивлин Мерфи.

## Эпиграф
«Омерта: сицилианский кодекс чести, запрещающий сообщать кому-либо о преступлениях, которые могли совершить люди, вызвавшие подозрения».

Энциклопедический словарь.

## Сюжет
Дона Винченц Дзено умирает на Сицилии. Он оставляет своего малолетнего сына Асторре на попечение дона Раймонде Априле, который живёт в Нью-Йорке и известен как справедливый, но беспощадный босс мафии. Раймонде вдовец, он не хочет, чтобы его дети вслед за ним стали членами мафии. Чтобы спасти их от этой участи, дон Раймонде отсылает их в частные школы-интернаты и видится с ними только по праздникам. Асторре становится его любимчиком. Дон Раймонде относится к нему как к родному, называет его своим племянником.
Он назначает Асторре своим преемником на место босса мафии и берёт его с собой на Сицилию, куда уезжает на лето. Здесь с ними происходит небольшой инцидент. Их похищают представители другого преступного клана. Похитители относятся к пленникам хорошо, они хотят получить за них выкуп, не понимая, с каким влиятельным боссом мафии имеют дело. Ночью дон Бьянко, друг дона Раймондо, спасает его и Асторре. Дон Раймонде хочет убить похитителей, но Асторре просит его не делать этого. Дон уступает племяннику, но превращает похитителей в его верных слуг.
Когда Асторре исполняется 16 лет, он влюбляется в Николь, единственную дочь дона Раймонде, который, узнав об этом, отправляет юношу в Лондон, учиться в колледже. Николь расстроена, но Асторре подчиняется воле дяди. Год он пребывает в Лондоне под присмотром банкира мистера Прайора, друга дона Раймонде, а затем его отправляют на Сицилию, где в течение десяти лет Асторре находится под опекой дона Бьянко, другого старого друга дона Раймонде. Во время своего пребывания в Лондоне он знакомится с молодой женщиной по имени Рози, с которой вступает в романтические отношения, и продолжает их во время своего пребывания на Сицилии, пока не узнает, что она была ему не верна.
Когда Асторре возвращается, окончив обучение, дон Раймонде решает оставить свой пост, сохранив за собой контроль только над десятью международными банками, что является совершенно законным бизнесом. Дон Раймонде говорит Асторре, что когда он умрет, банки не должны быть проданы. Он пишет в своем завещании, что Асторре принадлежит 51 % всех акций бизнеса, а остальные акции принадлежат детям дона.
Дона Раймонде расстреливают из автомобиля, когда он едет на праздник Первого Причастия к своему внуку. Убийцам удаётся скрыться. Тиммона Портелла, контролируя значительную преступную группировку в Нью-Йорке вместе со своими международными партнерами, пытается вести переговоры с детьми дона и Асторре о приобретении банков для того, чтобы отмывать деньги от продажи наркотиков. Тем не менее, Асторре, владея контрольным пакетом акций, последовательно отклоняет все их предложения, следуя инструкциям дона и утверждая, что он нашел в себе любовь к банковскому делу.
Сначала дети дона хотят продать свои акции, но после понимают, что таким образом отец обеспечил их будущее. Валерий становится высокопоставленным военным офицером, Маркантонио успешным производителем масс-медиа, Николь успешным адвокатом в известной юридической фирме. Они также начинают догадываться, что их кузен является влиятельным боссом мафии, заняв место их отца.
Асторре последовательно мстит убийцам дяди, советуясь с его старыми друзьями. Во время этих консультаций друзья предлагают продать банки, чтобы избежать всех проблем, в том числе и убийства Асторре, но остаются под впечатлением, когда он вежливо отказывается от этой идеи, видят в нём решимость и силу, которых не хватает им самим.
Спустя два года Николь берёт на себя управление банками, а её братья работают над телевизионным фильмом о жизни их отца, с Асторре в качестве консультанта. Асторре переезжает на Сицилию и женится на Рози.